# Новгородське намісництво
Новгоро́дське намі́сництво (рос. Новгородское наместничество) — адміністративно-територіальна одиниця в Російській імперії в 1776–1796 роках. Адміністративний центр — Новгород. Створене 1776 року на основі Новгородської губернії. Складалося з 10 повітів. 12 грудня 1796 року перетворене на Новгородську губернію.